# Associação Atlética Araguaia
L'Associação Atlética Araguaia, noto anche semplicemente come AA Araguaia, è una società calcistica brasiliana con sede nella città di Barra do Garças, nello stato del Mato Grosso.

## Storia
Il club è stato fondato il 17 giugno 2014 e nello stesso anno ha preso parte alla seconda divisione statale del campionato del Mato Grosso do Sul, dove è stato sconfitto in semifinale dal Poconé. L'anno successivo ha partecipato di nuovo alla seconda divisione statale, perdendo la finale contro l'Operário FC. Così nel 2016, ha preso parte per la prima volta alla massima divisione statale, dove è stato eliminato in semifinale dal Sinop. Questi risultati gli hanno permesso di qualificarsi al Campeonato Brasileiro Série D dello stesso anno, uscendo subito alla prima fase.